# Homalium lastoursvillense
Homalium lastoursvillense är en videväxtart som beskrevs av François Pellegrin. Homalium lastoursvillense ingår i släktet Homalium och familjen videväxter. Inga underarter finns listade i Catalogue of Life.